# Zeche Hasenberg
Die Zeche Hasenberg in Sprockhövel-Hiddinghausen ist ein ehemaliges Steinkohlenbergwerk. Das Bergwerk war auch unter dem Namen Zeche Hausenberg bekannt.

## Geschichte

### Hasenberg
Am 17. Dezember des Jahres 1682 wurde ein Grubenfeld an Peter Stock verliehen, im Anschluss daran wurde Abbau betrieben. Das Bergwerk lag danach längere Zeit still, sodass am 6. Juli des Jahres 1725 eine erneute Verleihung an Heinrich Peter Schulte-Leveringhaus erfolgte. Das Bergwerk war anschließend im Bereich der Straßen Hagelsiepen, Hasenberg und Kaninchenweg in Betrieb. In den Jahren 1754 und 1755 wurde das Bergwerk wegen Absatzmangels in Fristen erhalten. Gemäß den Aufzeichnungen des Amtes Wetter war im Jahr 1755 Henrich Hasenberg als Schichtmeister auf dem Bergwerk tätig. Gewerke waren Erbgemeinschaft Stock und Schulte zu Leveringhaus.
Im Jahr 1775 war das Bergwerk nachweislich in Betrieb. Von Januar bis Mai des Jahres 1798 wurde am Schacht Giesler (Schacht 7) abgebaut. In den Jahren 1799 bis 1801 waren die Schächte Gute Auffsicht und Giesler in Förderung, es wurde jedoch nur geringfügig Abbau betrieben. Im März des Jahres 1802 wurde die Zeche Hasenberg stillgelegt. Zwischen den Jahren 1850 bis 1865 wurden das Bergwerk durch den Dreckbänker Erbstollen gelöst. Nach 1855 konsolidierten die Zechen Hasenberg, Sybilla und Kranich zur Zeche Sybilla, Kranich & Hasenberg.

### Sybilla
Die Zeche Sybilla in Sprockhövel-Hiddinghausen war seit dem Jahr 1694 in Betrieb. Am 6. Juli des Jahres 1725 erfolgte die allgemeine Belehnung an Heinrich Peter Schulte-Leveringhaus, nachfolgend war das Bergwerk in Betrieb. Nach dem Jahr 1855 erfolgte die Konsolidation zur Zeche Sybilla, Kranich & Hasenberg.

### Kranich
Die Zeche Kranich in Sprockhövel-Hiddinghausen war auch unter dem Namen Zeche Cranich bekannt. Über das Bergwerk wird nur sehr wenig berichtet. Am 6. Juli des Jahres 1725 erfolgte die Verleihung, anschließend ging das Bergwerk in Betrieb. Nach dem Jahr 1855 konsolidierte die Zeche mit den Zechen Kranich und Hasenberg zur Zeche Sybilla, Kranich & Hasenberg.